# Ruud Gullit
Rudi Dil, thường được biết đến với tên gọi Ruud Gullit (phát âm tiếng Hà Lan: [ˈryt ˈxʏlɪt] ⓘ; sinh ngày 1 tháng 9 năm 1962), là một cựu cầu thủ bóng đá kiêm huấn luyện viên bóng đá chuyên nghiệp người Hà Lan từng thi đấu ở vị trí hậu vệ, tiền vệ hoặc tiền đạo. Được đánh giá là một trong những cầu thủ vĩ đại nhất mọi thời đại, ông được vinh danh là một trong 125 cầu thủ còn sống vĩ đại nhất trong khuôn khổ lễ kỷ niệm 100 năm thành lập FIFA vào năm 2004.
Ông là đội trưởng của đội tuyển quốc gia Hà Lan đã vô địch UEFA Euro 1988 và cũng là thành viên của đội tuyển tham dự FIFA World Cup 1990 và UEFA Euro 1992.
Ở cấp câu lạc bộ, năm 1987, ông chuyển từ PSV sang AC Milan với mức phí chuyển nhượng kỷ lục thế giới. Có biệt danh là "Tulip đen", ông là một phần của bộ ba người Hà Lan đáng chú ý tại Milan, bao gồm Marco van Basten và Frank Rijkaard. Gullit đã giành ba chức vô địch Serie A và hai cúp châu Âu cùng Milan. Năm 1995, anh ký hợp đồng với Chelsea và một năm sau được bổ nhiệm làm cầu thủ kiêm quản lý của câu lạc bộ. Trong mùa giải đầu tiên của mình, ông đã dẫn dắt Chelsea đến thành công tại FA Cup, danh hiệu lớn đầu tiên của câu lạc bộ trong 26 năm, và nhờ đó trở thành huấn luyện viên nước ngoài đầu tiên giành được FA Cup.
Gullit đã giành Ballon d'Or năm 1987 và được vinh danh là Cầu thủ bóng đá xuất sắc nhất thế giới năm 1987 và 1989. Bình thường là một tiền vệ tấn công, ông là một cầu thủ đa năng, chơi ở nhiều vị trí trong sự nghiệp của mình.

## Đầu đời
Gullit được sinh ra với tên Rudi Dil ở Amsterdam với George Gullit, một người Suriname đã đến Hà Lan cùng với Herman Rijkaard (cha của Frank Rijkaard), và mẹ người Hà Lan Ria Dil từ quận Jordaan của Amsterdam. Gia đình Gullit sống trong một căn phòng lệch tầng trên tầng cao nhất của một tòa nhà chung cư nhỏ. Cha của Gullit làm giáo viên kinh tế tại một trường học địa phương, mẹ anh là người trông coi Rijksmuseum.
Gullit đã phát triển các kỹ năng bóng đá của mình trong giới hạn của Rozendwarsstraat, và bóng đá đường phố là công cụ quan trọng trong những năm tháng hình thành của anh ấy. Đội đầu tiên của Gullit là Meerboys, nơi anh gia nhập khi còn nhỏ vào năm 1970. Tuy nhiên, ở tuổi mười, Gullit chuyển từ Jordaan đến Amsterdam Old West nơi ông chơi bóng đá đường phố cùng với Frank Rijkaard. Gullit gia nhập câu lạc bộ DWS sau khi chuyển đi, và thu hút sự chú ý của đội trẻ Hà Lan, nơi anh chơi cùng với các đồng đội quốc tế trong tương lai, Erwin Koeman, Ronald Koeman và Wim Kieft.
Trong thời gian làm việc tại DWS, Gullit lần đầu tiên sử dụng họ của cha mình, thay vì họ đã đăng ký của anh ấy (từ mẹ anh ấy), vì anh ấy nghĩ rằng Gullit nghe giống một cầu thủ bóng đá hơn. Tuy nhiên, anh ấy vẫn giữ họ của mẹ mình một cách chính thức và tiếp tục ký tất cả các hợp đồng với tư cách là Ruud Dil.

## Sự nghiệp câu lạc bộ

### Haarlem
Gullit ra sân 91 trận cho Haarlem, ghi được 32 bàn thắng. Anh ra mắt câu lạc bộ ở tuổi 16, trở thành cầu thủ trẻ nhất trong lịch sử của Eredivisie vào thời điểm đó. Gullit được vinh danh là Cầu thủ xuất sắc nhất mùa giải của Eerste Divisie.

### Feyenoord

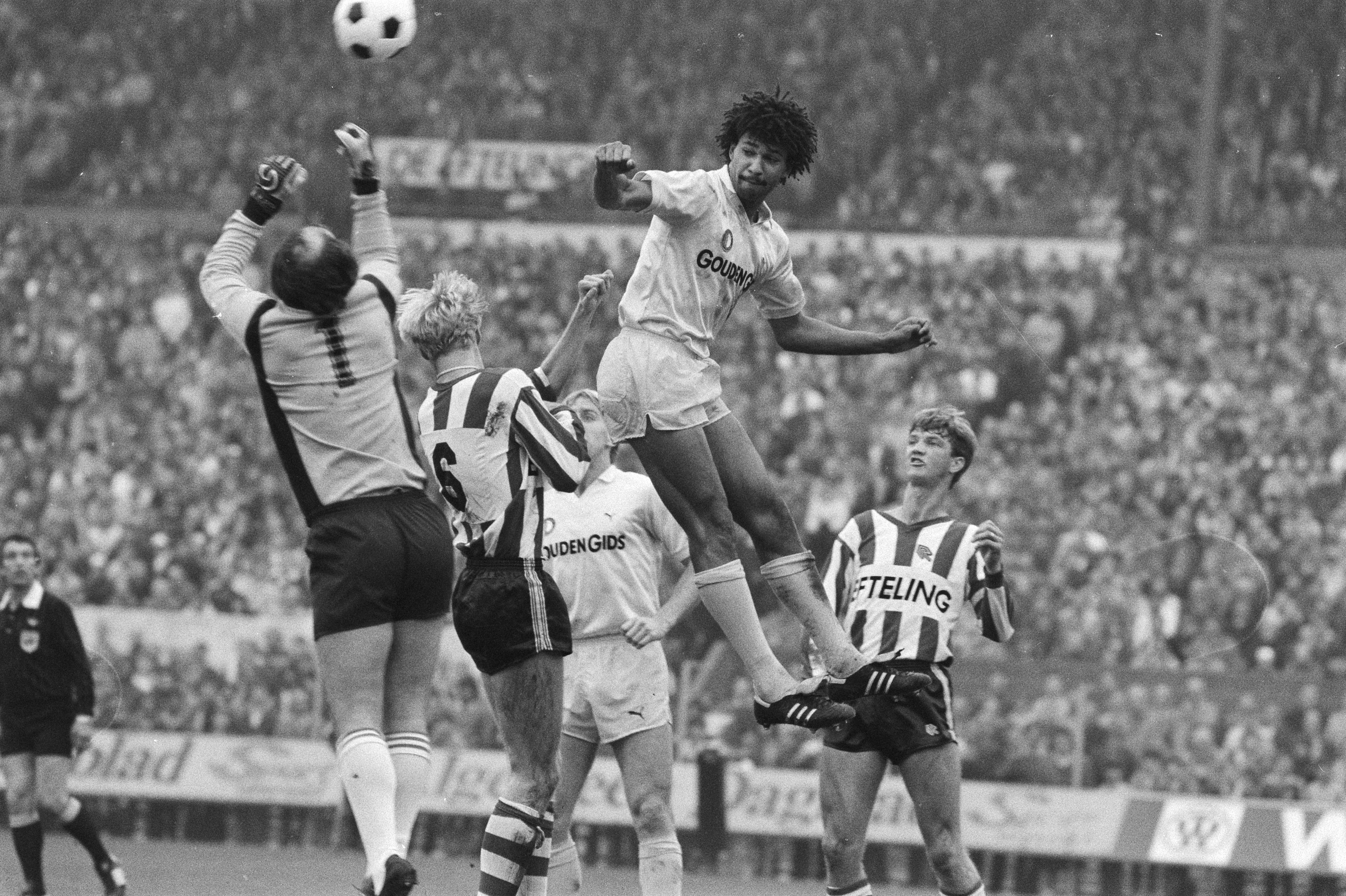
Gullit (Feyenoord) trong trận đấu với Louis van Gaal (Sparta), ngày 6 tháng 11 năm 1983

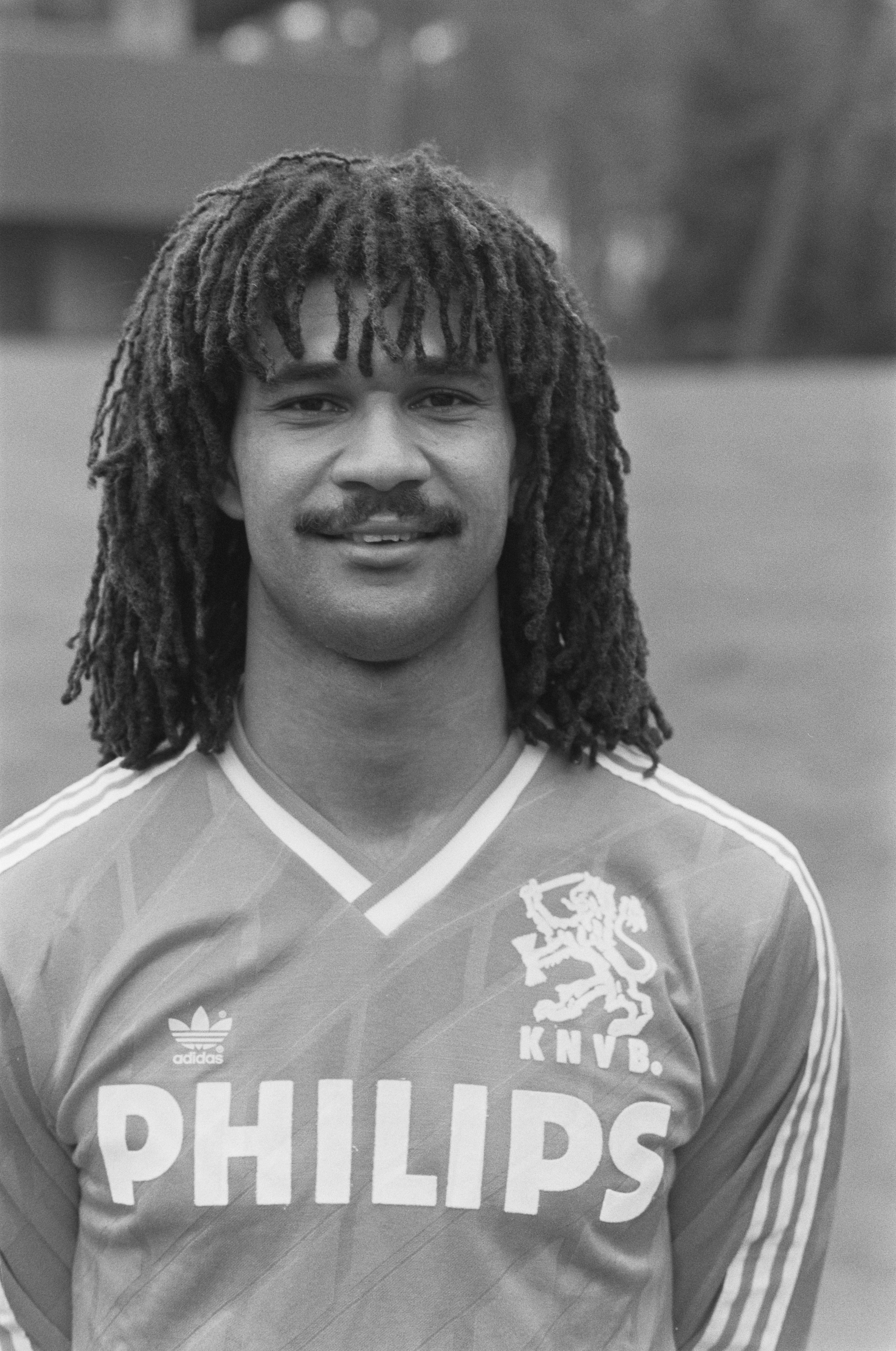
Ruud Gullit năm 1988

Cầu thủ trẻ Gullit đã được Arsenal và Ipswich Town của Anh coi là bản hợp đồng, nhưng các HLV Terry Neill và Bobby Robson đã từ chối anh. Kết quả là, Gullit chuyển đến Feyenoord vào năm 1982, nơi anh có 85 lần ra sân, ghi được 31 bàn thắng. Anh được vinh danh là Cầu thủ xuất sắc nhất năm của bóng đá Hà Lan để ghi nhận những đóng góp của anh.
Tại Feyenoord, Gullit ngày càng đóng vai trò quan trọng ở hàng tiền vệ, anh chủ yếu chơi ở vị trí hậu vệ quét ở Haarlem. Khi chơi cho St Mirren vào tháng 9 năm 1983, anh đã bị lạm dụng chủng tộc và phỉ báng bởi những người ủng hộ câu lạc bộ Scotland. Anh ấy gọi đó là "đêm buồn nhất trong đời tôi"

### PSV
Năm 1985, Gullit chuyển đến PSV với giá 1,2 triệu. Huyền thoại người Hà Lan đã ghi được 46 bàn sau 68 lần ra sân cho đội bóng. Anh một lần nữa được vinh danh là Cầu thủ của năm vào năm 1986 khi giúp PSV giành được vương miện Eredivisie. Tại PSV, anh ấy thực sự bắt đầu khẳng định mình là một cầu thủ đẳng cấp thế giới.

### AC Milan
Gullit gia nhập AC Milan vào năm 1987, trả mức phí chuyển nhượng kỷ lục thế giới lúc bấy giờ là 18 triệu guilders để thay thế Ray Wilkins. Trong số các đồng đội của Gullit tại câu lạc bộ đó có đồng hương Marco van Basten, người đến cùng thời điểm. Một năm sau, Frank Rijkaard - một người đồng hương và cũng là người bạn cũ tham gia đội bóng.
Gullit ký hợp đồng với Milan vào năm 1988. Anh ấy đã giành được Scudetto trong mùa giải đầu tiên của mình. Mùa giải tiếp theo, anh đã bổ sung Cúp C1 vào danh sách các danh hiệu của Milan. Chấn thương dây chằng đầu gối nghiêm trọng đã hạn chế thời gian thi đấu của Gullit trong mùa giải 1989 - 1990.
Trong các năm 1990 - 1991, mục tiêu giành cúp châu Âu thứ ba liên tiếp của Milan đã bị Marseille đánh bại ở vòng tứ kết. UEFA đã trao cho Marseille chiến thắng 3–0 và trục xuất Milan khỏi tất cả các đấu trường châu Âu trong mùa giải tiếp theo. Trong khi Milan tiếp tục thống trị đất nước bằng chức vô địch Serie A trong cả hai mùa giải 1991 - 1992 và 1992 - 1993, vị trí của Gullit ngày càng xa lạ dưới thời tân HLV Fabio Capello.

### Sampdoria
Năm 1993, Gullit chuyển đến Sampdoria và dẫn dắt họ đến chức vô địch Coppa Italia trong mùa giải 1993 - 1994. Anh cũng là người ghi bàn thắng quyết định trong chiến thắng 3 - 2 trước Milan. Trong thời gian của mình, anh phục vụ dưới thời huấn luyện viên Sven-Göran Eriksson và hai người có sự hiểu biết sâu sắc.

### Chelsea
Tháng 7 năm 1995, Gullit gia nhập Chelsea theo dạng chuyển nhượng tự do. Ban đầu, với huấn luyện viên Glenn Hoddle chơi như một hậu vệ quét với thành công hạn chế. Anh ấy đã được chuyển đến một vị trí quen thuộc hơn ở hàng tiền vệ, nơi anh ấy đã ghi được sáu bàn thắng. Việc ký hợp đồng với Gullit, cùng với Mark Hughes và Dan Petrescu, đã đưa Chelsea vào bán kết FA Cup nhưng phong độ giải đấu của họ thật đáng thất vọng.
Gullit thường nói trong các cuộc phỏng vấn rằng ở London, anh ấy thích nhất sự nghiệp của mình và cảm thấy hạnh phúc nhất. Khi chuyển đến Chelsea, Gullit đóng vai trò then chốt trong cuộc "cách mạng nước ngoài" khi nhiều ngôi sao quốc tế nổi tiếng như Gianfranco Zola và Dennis Bergkamp lần lượt gia nhập Chelsea và Arsenal.

## Sự nghiệp quốc tế
Năm 1981, vào sinh nhật thứ 19 của mình, Gullit đã có trận ra mắt quốc tế với tư cách là cầu thủ dự bị cho đội tuyển quốc gia Hà Lan trong trận đấu với Thụy Sĩ. Trong giai đoạn đầu của sự nghiệp quốc tế, đội đã không thể vượt qua cả FIFA World Cup 1982 và UEFA Euro 1984. Năm 1985, Hà Lan đã bỏ lỡ một suất tham dự World Cup dưới tay nước láng giềng Bỉ trong trận play-off.
Gullit là một trong những cầu thủ quan trọng của Hà Lan khi anh giúp đất nước của mình vô địch Euro 1988 dưới thời huấn luyện viên Rinus Michels. Hà Lan đánh bại Anh và Cộng hòa Ireland để vào bán kết. Sau khi đánh bại Tây Đức 2-1 tại Hamburg, Hà Lan lại đối đầu với Liên Xô trong trận chung kết. Gullit mở tỷ số bằng pha đánh đầu và Marco van Basten thực hiện cú vô-lê từ góc hẹp ấn định chiến thắng 2-0.
Hà Lan đến với World Cup 1990 với tư cách là một trong những ứng cử viên được yêu thích, nhưng đội đã không đạt được kết quả như mong đợi. Cũng có rắc rối nội bộ liên quan đến việc lựa chọn huấn luyện viên đội tuyển quốc gia. Chấn thương đầu gối của Gullit cũng cản trở lối chơi của anh ấy, nhưng một pha đi bóng và sút vào lưới Ireland đã giúp Hà Lan giành quyền vào vòng hai. Ở đó, họ gặp Tây Đức, trong một trận đấu bị hủy hoại bởi sự xen kẽ giữa Frank Rijkaard và Rudi Völler.
Năm 1992 một lần nữa chứng kiến Hà Lan lọt vào danh sách những người giành huy chương bạc trước Thụy Điển tại Euro 1992. Gullit xuất hiện với phong độ mạnh mẽ trước Scotland trong trận mở màn của giải đấu khi anh ghi bàn ấn định chiến thắng cho Dennis Bergkamp. Sau khi hòa Nga và đánh bại Đức, Hà Lan đã phải chịu một cú sốc trước Đan Mạch trên chấm phạt đền, đội cuối cùng đã giành được Henri Delaunay Trophy.
Năm 1993, Gullit và huấn luyện viên đội tuyển Hà Lan, Dick Advocaat, bắt đầu một cuộc tranh cãi kéo dài và cuối cùng đã kết thúc sự nghiệp quốc tế của anh ấy. Advocaats quyết định để Gull chơi ở bên phải hàng tiền vệ trong trận gặp Anh tại Wembley, thay vì vị trí trung tâm quen thuộc của anh ấy, đã khiến anh ấy khó chịu. Anh ấy đã từ chối chơi cho đội tuyển quốc gia sau đó nhưng sau đó đã thay đổi quyết định và đồng ý trở lại.

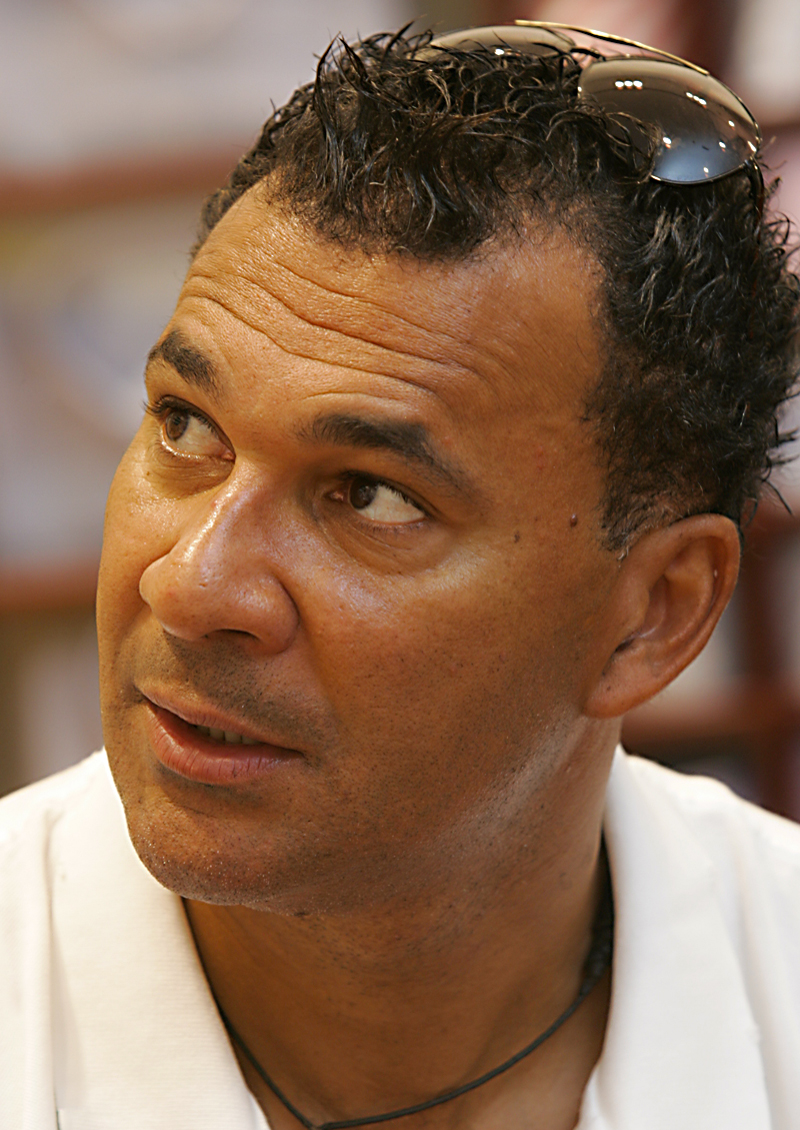
Gullit tại cuộc họp báo vào tháng 10 năm 2010

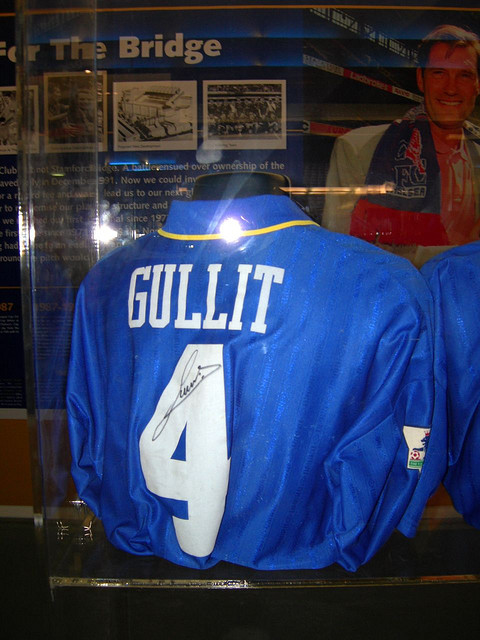
Chiếc áo số 4 ở Chelsea của Gullit, trưng bày tại bảo tàng câu lạc bộ

## Phong cách chơi
Gullit được coi là một trong những cầu thủ vĩ đại nhất mọi thời đại. Thường được triển khai như một tiền vệ tấn công hoặc một tiền đạo thứ hai, anh ấy có khả năng chơi ở bất cứ đâu ở hàng tiền vệ hoặc dọc theo hàng tiền đạo, ở hai bên cánh hoặc thậm chí ở khu vực giữa sân, trung tâm và cũng có thể chơi như một hậu vệ quét.
Phong độ chói sáng của Gullit đã khiến George Best sinh năm 1990 nhận xét: 'Theo bất kỳ tiêu chuẩn nào, Ruud Gullit là một cầu thủ tuyệt vời. Anh ấy có tất cả các kỹ năng. Anh ấy không sợ làm bất cứ điều gì với trái bóng 'Điều tương tự cũng đúng với Pelé, Beckenbauer và Cruyff.

## Sự nghiệp quản lý

#### Chelsea
Gullit trở thành huấn luyện viên người Hà Lan đầu tiên tại Premier League vào năm 1996. Trong mùa giải đầu tiên với tư cách cầu thủ kiêm huấn luyện viên, ông đã dẫn dắt Chelsea đến với FA Cup 1997. Mùa giải tiếp theo, ông bị sa thải vì bất đồng với ban lãnh đạo câu lạc bộ về vấn đề tiền lương. Anh ấy được thay thế bởi Gianluca Vialli, người đã tiếp tục hướng dẫn họ đến vinh quang Cúp UEFA Cup và Cúp Liên đoàn bóng đá.

#### Newcastle United
Vào tháng 8 năm 1998, Gullit được bổ nhiệm làm huấn luyện viên của Newcastle United hai trận trong mùa giải mới. Anh ấy đã lọt vào Chung kết FA Cup 1999 trong năm đầu tiên của mình. Người hâm mộ vẫn ủng hộ bất chấp kết quả tồi tệ, mặc dù một cuộc đụng độ công khai với cầu thủ ghi bàn hàng đầu của đội Alan Shearer và đội trưởng Robert Lee đã không đưa anh ta vào ánh sáng thuận lợi. Trong một trận đấu giữa Newcastle và các đối thủ địa phương Sunderland sau khi anh ấy trở lại Premiership, anh ấy đã để các tiền đạo thường xuất phát của mình là Shearers và Duncan Ferguson trên băng ghế dự bị. Newcastle thua 2-1 và Gull phải từ chức ba ngày sau đó, năm trận trong mùa giải 1999–2000.

#### Feyenoord
Trước khi bắt đầu mùa giải 2004–05 , Gullit dẫn dắt Feyenoord, nghỉ việc vào cuối mùa giải đó mà không giành được danh hiệu nào, được thay thế bởi Erwin Koeman. Feyenoord đã kết thúc thứ 4 đầy thất vọng tại Eredivisie , sau Ajax , PSV và AZ.

### LA Galaxy

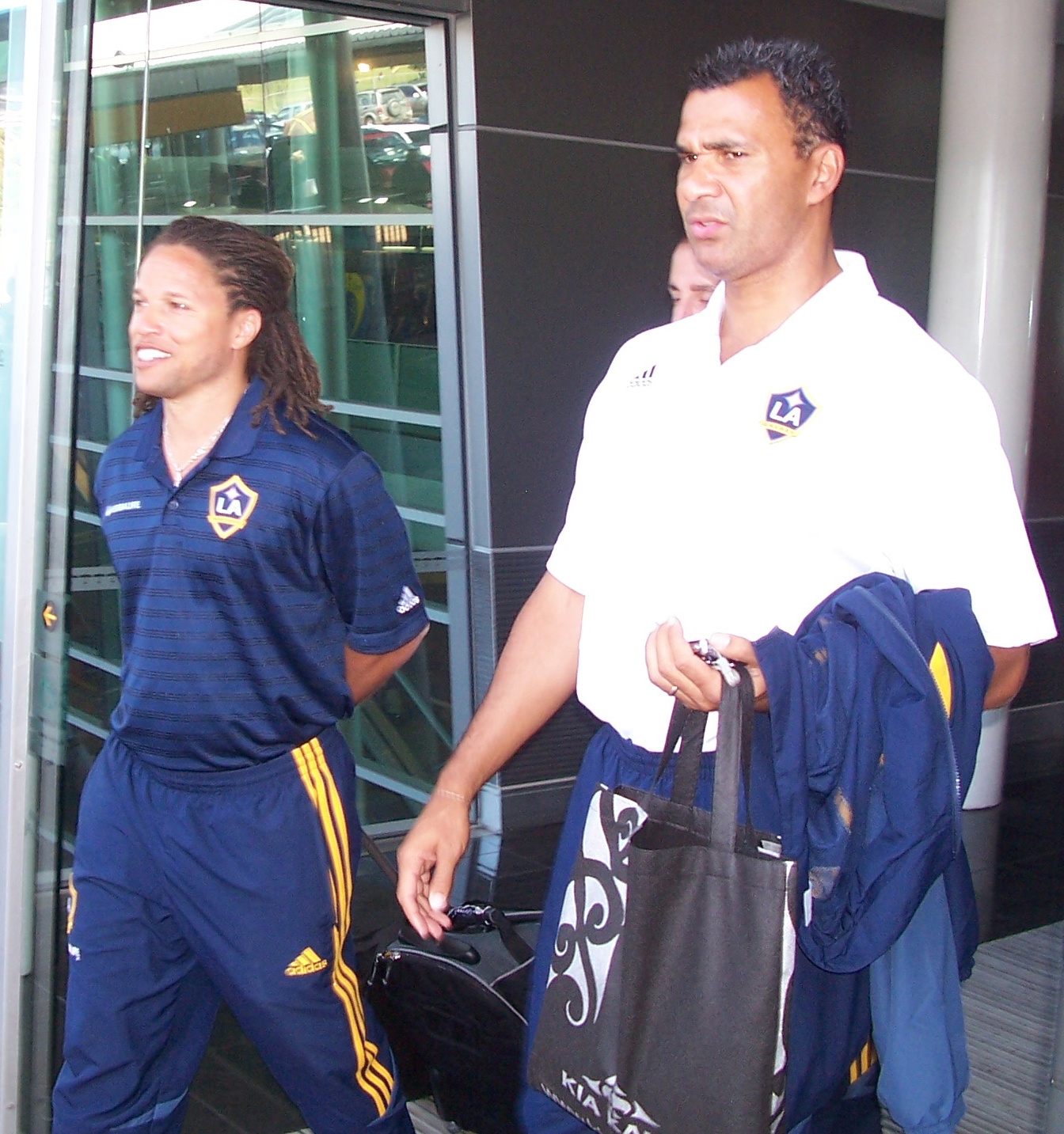
Gullit với Cobi Jones tại LA Galaxy.

Vào ngày 8 tháng 11 năm 2007, Gullit trở thành huấn luyện viên trưởng của LA Galaxy, ký hợp đồng ba năm. Mức lương hàng năm 2 triệu đô la của anh ấy là mức cao nhất từng được trao cho một huấn luyện viên trưởng của Giải bóng đá nhà nghề (MLS). Ông từ chức huấn luyện viên của Galaxy vì lý do cá nhân, vào ngày 11 tháng 8 năm 2008.

### Terek Grozny
Vào ngày 18 tháng 1 năm 2011, đội bóng của giải ngoại hạng Nga Terek Grozny thông báo rằng Gullit đã đồng ý ký hợp đồng có thời hạn 1 năm rưỡi và trở thành huấn luyện viên trưởng của đội Chechnya. Anh ấy được câu lạc bộ cho phép vào ngày 14 tháng 6 năm 2011. Khi ký hợp đồng, anh ấy nói: "Tôi muốn tin rằng tôi có thể mang lại niềm vui cho cuộc sống của người Chechnya thông qua bóng đá"

## Sự nghiệp truyền thông

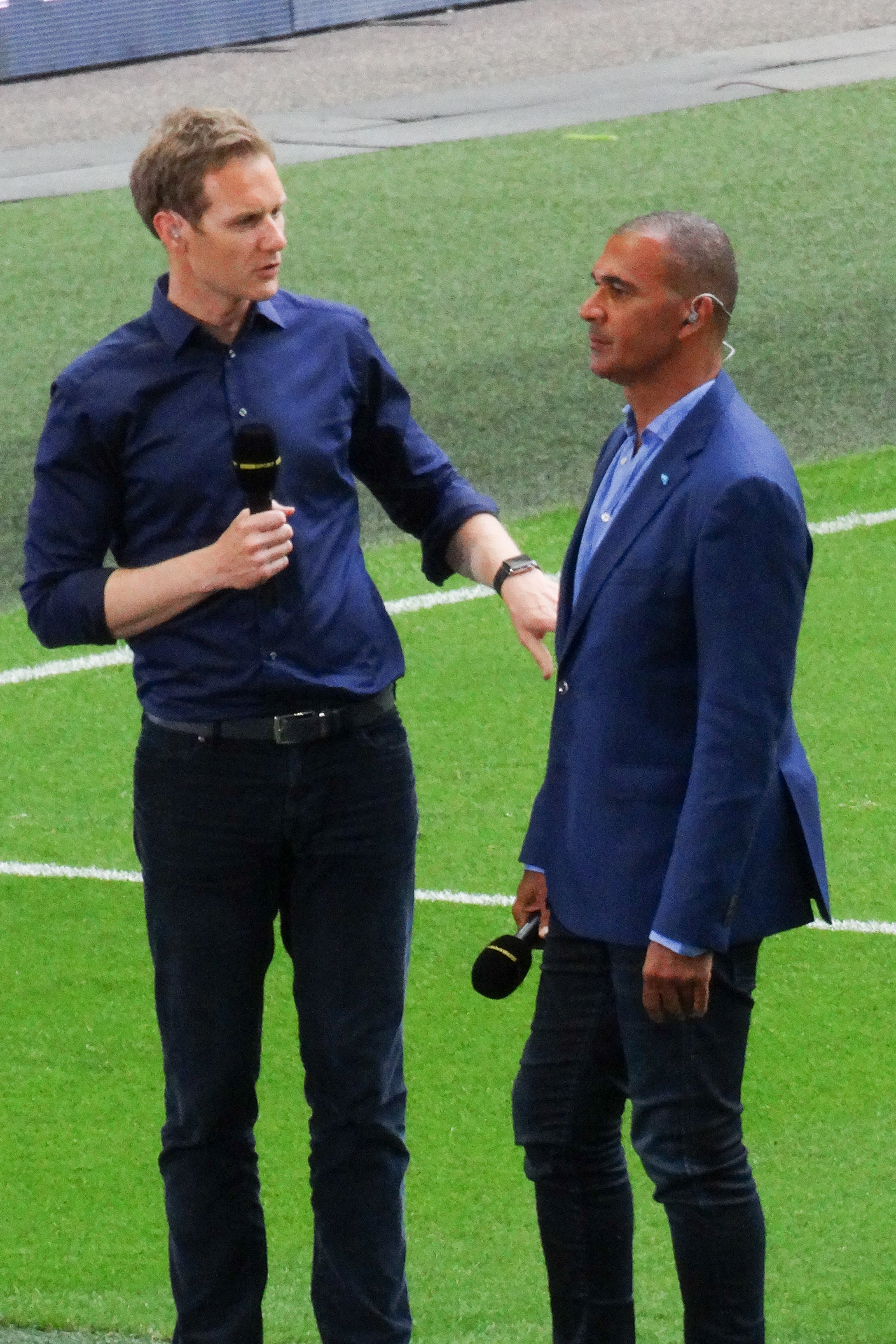
Gullit trong vai trò bình luận viên của BBC trong trận chung kết FA Cup 2017.

Năm 1988, Gullit đạt vị trí thứ 3 với bài hát chống chủ nghĩa phân biệt chủng tộc "Nam Phi" trong Top 40 của Hà Lan cùng với ban nhạc reggae Revelation Time. Trước đó, anh đã có một bản hit khiêm tốn vào năm 1984 với bài hát 'Not the Dancing Kind'.
Khi Gullit được vinh danh là người chiến thắng Quả bóng vàng năm 1987, anh ấy đã dành giải thưởng này cho Nelson Mandela khi đó đang bị cầm tù. Anh ấy đã nói trong các cuộc phỏng vấn rằng anh ấy đã gặp Mandela sau khi mãn hạn tù và rằng Mandela đã nói với anh ấy, "Ruud, tôi có rất nhiều bạn. Khi tôi vào trong, bạn là một trong số ít "
Gullit xuất hiện với tư cách là một chuyên gia của ITV trong suốt World Cup 2006 và là nhà phân tích các trận đấu tại Champions League trên Sky Sports và Al Jazeera Sports. Trong FIFA World Cup 2010, Gullit làm việc với tư cách là nhà phân tích studio cùng với các cựu cầu thủ Jürgen Klinsmann và Steve McManaman cho ESPN. Năm 2013, Gullit và nhiều cựu cầu thủ khác đã được EA Sports đưa vào FIFA 14 với tư cách là thẻ "Legends" trong FIFA Ultimate Team; thẻ của anh ấy là một trong những thẻ được đánh giá cao nhất trong trò chơi. Năm 2014, anh tham gia chương trình Trận đấu trong ngày của BBC với tư cách là một chuyên gia của Studio và có trận ra mắt đầu tiên trong mùa giải 2014–15.
Gullit bắt đầu tham gia Heineken Champions League Trophy Tour vào năm 2016, nơi anh đến thăm Việt Nam cùng Carles Puyol .
Gullit bắt đầu tham gia Heineken Champions League Trophy Tour vào năm 2016, nơi anh đến thăm Việt Nam cùng Carles Puyol . Đối với World Cup 2022 , Gullit đã làm việc cho BeIN Sports và tiếp tục làm như vậy để đưa tin về UEFA Champions League cho mùa giải 2022-23 .

## Đời sống cá nhân
Gullit là một người hâm mộ của Feyenoord. Con trai ông, Maxim Gullit, chơi cho Cambuur .

## Danh hiệu
HFC Haarlem
- Eerste Divisie: 1980–81

Feyenoord
- Eredivisie: 1983–84
- KNVB Cup: 1983–84

PSV
- Eredivisie: 1985–86, 1986–87

Milan
- Serie A: 1987–88, 1991–92, 1992–93
- Supercoppa Italiana: 1992, 1994
- European Cup: 1988–89, 1989–90
- UEFA Super Cup: 1990
- Intercontinental Cup: 1990

Sampdoria
- Coppa Italia: 1993–94

Đội tuyển Hà Lan
- UEFA European Championship: 1988